# Coston (Norfolk)
Coston – wieś w Anglii, w Norfolk. W 1931 wieś liczyła 33 mieszkańców.